# Wix.com
Wix.com — международная облачная платформа, написанная на Scala, для создания и развития интернет-проектов, которая позволяет конструировать сайты и их мобильные версии на HTML5 c помощью инструментов drag-and-drop. Расширять функциональность сайтов можно за счёт приложений, разработанных Wix или сторонними компаниями. Например, добавлять плагины социальных сетей, инструменты для онлайн-торговли и электронных рассылок, контактные формы, блоги и др. Сервис доступен на 21 языке: английский, русский, французский, немецкий, итальянский, испанский, португальский, польский, японский, корейский, украинский, турецкий, нидерландский, норвежский, датский, хинди, чешский, тайский, китайский, вьетнамский и индонезийский.
Wix работает по бизнес-модели freemium, предлагая возможность создавать сайты бесплатно и развивать их, приобретая полезные улучшения. Например, тарифы Premium позволяют подключить к сайту собственный домен, убрать баннеры Wix, добавить онлайн-магазин, получить дополнительное место для хранения данных, купоны на рекламу и другое.

## История создания
Wix был создан в 2006 году Авишайем Абраами, Надавом Абраами и Гиорой Каплан. Идея компании — интернет должен быть открыт каждому человеку для свободного выражения себя, развития и взаимодействия. Штаб-квартира Wix находится в Тель-Авиве, другие офисы — в Беэр-Шеве, Сан-Франциско, Нью-Йорке, Майами, Сан-Паулу, Днепре, Вильнюсе и Киеве. Компания получила несколько раундов инвестиций от фондов Insight Venture Partners, Mangrove Capital Partners, Bessemer Venture Partners и Benchmark Capital.
Бета-версия сервиса на базе Adobe Flash стала доступна пользователям США в 2007 году. К апрелю 2010 года в Wix было зарегистрировано 3,5 миллиона пользователей. Wix заработал 10 миллионов долларов на привилегированных акциях серии «С», выпущенными Benchmark Capital, а также Bessemer Venture Partners и Mangrove Capital Partners. Год спустя, в марте 2011 г., у Wix было уже 10 миллионов пользователей и 40 миллионов долларов, заработанных на привилегированных акциях серии «D», что в совокупности принесло на тот момент 61 миллион долларов.
В феврале 2017 года компания Wix приобрела сообщество DeviantArt за $36 млн.

### Переход на HTML5
В марте 2012 г. Wix запустил новый редактор сайтов на HTML5, заменивший Adobe Flash. При этом редактор на Flash продолжал поддерживаться, но все новые пользователи направлялись на HTML5-платформу.
В феврале 2013 г. Wix заявил об успешном переходе на HTML5, который позволил привлечь 25 миллионов пользователей и заработать 60 миллионов долларов за 2012 год. В августе 2013 г. более 35 миллионов человек использовали Wix для создания сайтов.
По данным на март 2014 года база подписчиков Wix составила более 45 миллионов человек. К 2016 году количество пользователей Wix превысило 85 миллионов человек.

### Развитие в Рунете
В июне 2012 г. появилась русскоязычная версия сайта, а через месяц — русскоязычная версия редактора Wix. По данным на декабрь 2013 г. аудитория сервиса в Рунете насчитывает 1,5 миллиона зарегистрированных пользователей. За последнее время сервис пополнился такими возможностями, как оплата дополнительных функций через Яндекс.Деньги, добавление кнопки «Поделиться» ВКонтакте, кнопка нравится ВКонтакте и подключение оплаты наличными при доставке товара (для владельцев интернет-магазинов).

### IPO на NASDAQ
Первое публичное размещение (IPO) акций Wix на бирже NASDAQ состоялось 5 ноября 2013 г., что принесло 127 миллионов долларов.

## Функциональность
Wix предоставляет сотни настраиваемых шаблонов веб-сайта и HTML5-редактор, работающий по принципу drag-and-drop, который включает в себя приложения, графику, галереи изображений, видео, шрифты и многое другое. Шаблоны настраиваются: добавляются новые функции и медиа, меняются стиль, цвета, тексты, фоновые изображения, кнопки и др. Есть возможность добавления синемаграфов - фотографий, на которых часть изображений динамичны; на конструкторе представлена собственная библиотека таких элементов.
Кроме того, пользователи имеют возможность создать свои веб-сайты с нуля.
Wix был назван многими независимыми обозревателями, как один из лучших бесплатных конструкторов для создания веб-сайта (после Adobe Muse и Wordpress).
В октябре 2013 компания Wix представила мобильный редактор, который позволяет пользователям легко настроить отображение сайтов для мобильного просмотра.
В феврале 2020 года Wix объявили о запуске адаптивной платформы для создания сайтов - Editor X.

### Ключевые возможности Wix
- сотни бесплатных шаблонов;
- бесплатный хостинг;
- поисковая оптимизация;
- подключение собственного домена;
- оптимизация для мобильных устройств;
- добавление внешнего HTML-кода;
- защита страниц;
- модули блога, интернет-магазина (Есть Яндекс Касса, для приёма платежей в России), списка, галереи изображений, видео и аудио;
- постинг в соцсетях;
- блоки статистики;
- вставка сайтов;
- создание всплывающих окон;
- Возможность создавать сайты с помощью искусственного интеллекта - Wix ADI[18];
- Разработка приложений с помощью конструктора App-builder[19].

### Основные минусы Wix
- отсутствие представительства Wix в России. Любые претензии клиентов из России компания Wix предлагает направлять в офис в Нью-Йорке.
- система включает базовую функциональность и требует установки большого количества расширений

### App Market
В октябре 2012 г. Wix запустил App Market для продажи приложений, созданных разными компаниями с использованием автоматизированной технологии веб-разработки Wix. App Market предлагает бесплатные и платные приложения, 70 % прибыли от которых идёт разработчикам и 30 % — Wix.
App Market позволяет интегрировать на сайт такие функции, как ленты фотографий, блоги, плей-листы, онлайн-сообщества, рассылки электронных писем и файловые менеджеры. В App Market можно найти приложения от Google, Яндекс, Instagram, LiveChat, Shopify и других компаний.

### Wix Marketplace
Специально для тех пользователей, у которых отсутствует свободное время для создания собственного сайта или нет желания разбираться в тонкостях настройки дизайна, внутреннего SEO, внешнего продвижения при самостоятельном создании сайта, компанией Wix запущен сервис Wix Marketplace. На страницах данного сервиса Wix предлагает пользователям возможность воспользоваться услугами веб-дизайнеров, оставивших заявку и успешно прошедших отбор на право именоваться Wix Pro («Профессионалы Wix»). На страницах сервиса размещены портфолио и контакты веб-мастеров со всего мира (существует возможность поиска исполнителя по странам и языкам), предлагающих услуги по созданию, коррекции и продвижению сайтов на платформе. Каждый из веб-мастеров имеет свой уникальный rank, присваиваемый ему системой, соответственно, величина показателя напрямую зависит от качества работ исполнителя и количества выполненных работ. При этом Wix никак не регулирует юридические взаимоотношения между сторонами, а также не участвует в вопросах ценообразования, не получает процентов или каких-либо других финансовых отчислений за оказываемые дизайнерами Wix Marketplace услуги.

### Wix Forum
Приложение Wix Forum позволяет добавлять на сайт полноценные форумы с разделами, темами, правилами доступа и настройками дизайна и структуры. Доступны также готовые шаблоны с встроенным форумом. У каждого участника есть личная страница с опубликованными постами и количеством подписчиков. Участника сообщества можно найти по имени, посту и другим фильтрам.

### Вертикальные решения
В августе 2014 года Wix выпустил свой первый вертикально специализированный продукт Wix Hotels — систему бронирования, которая полностью интегрирована в веб-сайт Wix для отелей, хостелов, B&B и домов отдыха. Wix Hotels позволяет легко создавать и поддерживать инвентаризацию номеров, управлять ценами, бронированием и платежами. Вслед за этим в 2015 году вышло решение Wix Music — платформа, разработанная, чтобы дать независимым музыкантам дорогу на рынок и возможность продавать их музыку онлайн. В 2016 году появился продукт Wix Restaurants, удобное решение для владельцев кафе и ресторанов. В июне 2017 появился Wix Art Gallery приложение позволяющее продавать свои работы и фото онлайн. Приложение позволяет загружать изображения в высоком качестве.

### Политическая ориентация
После вторжения России на Украину в начале марта (по разным данным, с 7-9 марта 2022) компания без предупреждения заблокировала своим клиентам из России возможность приёма платежей, несмотря на уже оплаченные вперёд услуги. Это привело к невозможности принять платежи и парализовало работу владельцев магазинов, созданных на редакторе Wix в России. Множество клиентов Wix приняли вынужденное решение немедленно перейти на другие конструкторы сайтов. Переход в среднем занимает 7-14 дней, время за которое владельцы понесли убытки из-за невозможности принимать оплату за свои товары и услуги. Решение компании вызвало шквал возмущений и угроз направиться в суд. Многие бывшие клиенты в соцсетях сообщают о неготовности когда-либо вернуться к услугам компании.

### Окончательная блокировка в России
В связи с новыми правилами Wix больше не может оказывать услуги резидентам России. Это изменение вступило в силу 12 сентября 2024 года.